# قوري درق (مياندوآب)
قوري درق هي قرية في مقاطعة مياندوآب، إيران. عدد سكان هذه القرية هو 178 في سنة 2006.